# Ojinaga
Ojinaga is een stad in de Mexicaanse deelstaat Chihuahua. De plaats heeft ongeveer 20.000 inwoners (schatting 2007) en is de hoofdplaats van de gemeente Ojinaga.
Ojinaga is gelegen aan de Rio Grande (Río Bravo), de grens met de Verenigde Staten. Aan de overzijde van de rivier ligt de Texaanse stad Presidio. Ojinaga is in de 18e eeuw gesticht als Presidio del Norte als militaire buitenpost om invallen van de Apachen tegen te gaan. In 1865 werd de stad hernoemd tot Ojinaga, ter ere van Manuel Ojinaga, een held uit de Franse interventie in Mexico die door de imperialistische troepen om het leven is gebracht. In 1914 werd hij de slag bij Ojinaga gevochten, waarbij de troepen van Pancho Villa het Federale Leger wisten te verslaan. De stad was het oorspronkelijke eindpunt van de Chihuahua al Pacificospoorlijn. De belangrijkste bron van inkomsten is de maquiladora-industrie.